# Edmé Serrurier
Pour les articles homonymes, voir Serrurier (homonymie).
 (mai 2016).
Edmé Serrurier, né vers 1685 à Druy (alors dans le Nivernais), et mort le 22 avril 1761 à La Suze (alors dans le Maine), est un céramiste français, cofondateur de la Manufacture de Pont-aux-Choux à Paris.

## Biographie
Originaire d'une famille nivernaise des environs de La Machine, qui exerçait dans la meunerie, Edmé Serrurier a dû naître vers 1685. Il réside à Druy en 1704, village de sa sœur Claudine, épouse du marchand Philippe Bellevaux. Sa famille est apparentée à Henry Trou, qui dirige la faïencerie de la Manufacture de Saint-Cloud, où travaillent Jean-Baptiste Bellevaux et Louis Bellevaux. Pierre Richard, maître faïencier de Nevers, est marié à Jeanne Bellevaux.
Edmé Serrurier est envoyé par sa famille à Rouen, où séjourne une forte colonie de Bourguignons : Bougier, Bourgouin, Despatys, Delahais, dans la paroisse des faïenciers à Saint-Sever. En 1708, il est peintre en faïence. Une procédure de 1720 le dit : « marchand fayencier, des faïences de Nevers ». En 1722, il est toujours à Saint-Sever où il réside rue Saint-Julien et y recueille un neveu orphelin, Pierre Bellevaux, qui deviendra plus tard le gendre du faïencier de Pierre Bousquet de Locmaria près de (Quimper). Il a vraisemblablement dirigé la manufacture des Poterat. Il est présent au remariage de la veuve de François Dumesnil qui était de son vivant le directeur de la manufacture de Madame de Villeray. Il tombe amoureux de Charlotte Le Boullenger, parente des dames citées ci-dessus. Face à l'opposition familiale, Edmé Serrurier et sa fiancée Charlotte Le Boullenger quittent Rouen pour se marier à Paris et s'y établir. son épouse hérite de son parent le marquis de Mouÿ, vend sa part (1/5e) de l'entreprise héritée de sa tante, femme de Michel Poterat, à son cousin Guillaume Antoine Le Boullenger.
Le 16 avril 1731, ils signent leur contrat de mariage à l'étude parisienne de maître Louis Antoine Huerne, rue du Pont Saint-Michel à l'angle de la rue de l'Hirondelle. Il est domicilié dans la Grande rue du Faubourg Saint-Antoine. 
En juillet 1731, Paris Serrurier est installé comme manufacturier de faïence dans une fabrique qu'il a louée au no 9 rue de Charenton à Paris (aujourd'hui no 48 cour du Chêne-Vert). L'ensemble représente une superficie de plus de 6 500 m2, entre le monastère des Dames anglaises à l'ouest, la rue de Charenton au nord et un Sieur Bernard à l'est. L'ensemble comporte deux cours, on accède à la première par la rue de Charenton où se trouve la demeure dans un trois pièces, cuisine d'Edmé et de son épouse, au premier étage. Dans le prolongement de celle-ci la seconde cour avec un four de potier, des ateliers, hangars et appentis, le tout en location. Il commence donc là en faisant de la faïence brune, ou brun-blanc, également de la faïence blanche, façon de Rouen.
Sa renommée dans la réalisation des fours fait qu'il est demandé en 1739 pour examiner l'effondrement des voûtes de deux fours et en déterminer les causes à la Manufacture de Sinceny. Parmi ses employés à cette date se trouve Jacques Chapelle. 
En 1742, Claude Humbert Gérin, qui est sur le point d'être renvoyé de la Manufacture de Vincennes pour ne pas livrer ses secrets de fabrication de sa terre blanche, lui propose de réaliser chez lui sa production de terres blanches à la façon d'Angleterre. C'est à cette époque qu'Edmé Serrurier fait venir de Rouen plusieurs ouvriers dont Nicolas Julien Bellejambe, excellent tourneur, puis mouleur et modeleur, qui restera dans l'entreprise jusqu'en 1768. Ayant obtenu le privilège de dix ans sur six lieues autour de Paris et l'autorisation de vendre dans tout le royaume, Gérin et ses amis Robert Dubois et son frère Gilles Dubois, s'associent en septembre 1743 avec Edmé Serrurier. Adrien Pierre Mignon, riche marchand de bois de la provision de Paris, vient rejoindre les quatre associés en décembre de la même année, ajoutant une somme de 10 000 livres au capital. L'entreprise fonctionne bien : elle compte deux cent cinquante ouvriers, neuf tours et deux fours en 1745. En 1746, Serrurier et Mignon restent seuls à la tête de l'entreprise. Gérin a été rappelé à Vincennes qui, depuis son départ, n'arrive pas à produire une pâte blanche, mais grise. À cette date, la manufacture de la rue de Charenton s'agrandit, on construit un troisième four, elle possède plus de deux cents moules en plâtre et huit mille deux cent pièces en magasin.
Edmé Serrurier et son épouse favorisent le mariage de leur associé Adrien Pierre Mignon avec la jeune cousine d'Edmé, Madeleine Serrurier. Les Serrurier font du couple leur légataire universel. La famille Le Boullenger et sa parentèle sont ainsi hors de la succession. Charlotte Serrurier, née Le Boullenger, meurt le 24 septembre 1747, laissant son mari malade. Les Le Coq de Villeray feront arrêter l'inventaire après décès disant qu'il y a des malversations et que tous les biens ne sont pas déclarés. L'entreprise a un excédent de recette, alors que la Manufacture de Vincennes est dans une situation catastrophique sur le plan financier. 
Un nouveau privilège royal daté de novembre 1748 vient confirmer et augmenter le premier en portant celui-ci à vingt ans et à dix lieues autour de Paris en accordant à la manufacture le titre de « Manufacture royale des Terres de France à l'imitation des Terres d'Angleterre », avec la possibilité de faire démolir les fours des contrefacteurs, de saisir leurs marchandises, ce qui se produira à plusieurs reprises. 
Pour pouvoir s'agrandir, ils achètent une grande propriété en juin 1749 au lieu-dit La Chasse Dauphine, à l'angle du no 1 de la rue Saint-Sébastien et du chemin de la Contrescarpe (actuelle rue Amelot), face à la rue de Pont-aux-Choux, nom qui restera à leur manufacture. Ce n'est qu'en 1751 que la manufacture va démarrer, après avoir fait abattre la maison et reconstruire des bâtiments industriels, comportant cinq fours, dont un à réverbère.
Edmé Serrurier épouse en secondes noces sa cousine Marie-Claude Serrurier, qui est la sœur de Madeleine Serrurier, épouse d'Adrien Pierre Mignon, qui devient donc le beau-frère de son associé. Le contrat de mariage devant le notaire a lieu à Nevers le 20 août 1749, et la cérémonie religieuse à Saint-Laurent de Nevers le 31 août 1749. Parmi toute la parentèle réunie à cette occasion, retenons la présence de Guillaume Dhéré, qui deviendra faïencier à Nevers, actif de 1767 à 1772 ; Marie Viallet, veuve de Louis Custode, de la Manufacture de l'Autruche à Nevers ; Lorrot-Chaillot, de la Manufacture de l'Image Notre-Dame ; Prisye de Chazelles, de la Manufacture de la Fleur de Lys.
Le contrat de mariage est à l'avantage de l'épouse, Edmé Serrurier lui faisant donation entre vifs de ses biens propres au cas où ils n'auraient pas d'enfants. Ce mariage et les naissances qui suivront, Antoine François Théodore en 1751, et Marie-Claude Geneviève en 1752, déclenchent les animosités au sein des deux couples, ainsi que les termes du contrat du premier mariage d'Edmé Serrurier. Les deux couples vont se brouiller. Une procédure est engagée, qui va durer dix ans.  
De nombreux ouvriers passent de la Manufacture de Vincennes à celle de Pont-aux-Choux et vice versa, facilitant les transferts de technologie qui ne sont pas toujours du goût des propriétaires des entreprises. Jean Mathias Caillat, peintre, préparateur des couleurs à Vincennes ayant été soupçonné d'avoir vendu des secrets de fabrication à Bellejambe à Pont-aux-Choux. Après bien des difficultés, une transaction est réalisée le 21 juillet 1759. La société est dissoute reste seul Adrien Pierre Mignon. Les Serrurier touchent 112 000 £, plus 1 200 £ de pot de vin. En 1760, les points de détails sont réglés.
Edmé Serrurier et son épouse se retirent à Saint-Jean de la Motte, près de La Flèche. Il donnera son avis à un parent, Pierre Clément Caussy, gendre devenu veuf de Pierre Bellevaux, dans la vente de la faïencerie de ses enfants. Un de ses amis, avocat au parlement de Paris, René François Sauquaire des Plantes, l'informe des grosses difficultés financières des propriétaires du manoir de la Fuÿe à La Suze. Ayant procuration des Serrurier, Sauquaire dédommage les créanciers et achète pour les Serrurier la propriété en mars 1760. Quelque temps après, les Serrurier feront construire un étage et adjoindront deux ailes à leur manoir qui devient un château. C'est ici que meurt Edmé Serrurier le 22 avril 1761, après avoir rédigé son testament le 17 mars. Son inhumation a lieu le lendemain, accompagné de cinq prêtres.
Les enfants Serrurier de la Fuÿe ne s'intéresseront pas à la faïence. Antoine sera seigneur d'Étival, conseiller du roi, président du siège présidial de l'élection de La Flèche, subdélégué de l'intendant de Tours, et sa sœur Marie-Claude épousera le 23 août 1770 René Pastoureau, sieur de la Houssaye, conseiller du roi, contrôleur du grenier à sel de la Ferté-Bernard, avocat au parlement, lieutenant au siège du duché-pairie de la ville. Le 27 avril 1762, leur mère épousera en secondes noces René François Sauquaire des Plantes, châtelain de Saint-Jean-du-Bois, avocat au parlement de Paris et ami de la famille, avec qui elle aura deux enfants.

## Collaborateurs
- Jacques Chapelle, faïencier engagé en 1739, puis reviendra après son premier départ. En procès en 1769 avec Mignon, avec lequel il est associé ;
- Nicolas Julien Bellejambe, tourneur et modeleur, mouleur actif de 1742 à 1768 ;
- Claude Humbert Gérin, cofondateur, associé dans la Société de la rue de Charenton, actif de 1743 à 1746 ;
- Gilles Dubois, cofondateur, associé dans la Société de la rue de Charenton, actif de 1743 à 1746 ;
- Robert Dubois, cofondateur, associé dans la Société de la rue de Charenton, actif de 1743 à 1746 ;
- Adrien Pierre Mignon, cofondateur, associé et beau-frère dans la Société de la rue de Charenton et à la Manufacture de Pont-aux-Choux, actif de 1743 à sa mort en 1788.

## Œuvres dans les collections publiques
- Beaune, Hospices de Beaune ;
- Limoges, musée Adrien-Dubouché ;
- Lyon, musée des arts décoratifs ;
- Nevers, musée de la Faïence et des Beaux-Arts ;
- Paris, musée des arts décoratifs ;
- Sèvres, musée national de Céramique ;